# Galkó Bence
Galkó Bence (Budapest, 1952. február 29. – Szeged, 2017. február 11.) magyar színész, a Szegedi Nemzeti Színház tagja. Bátyja Galkó Balázs színművész.

## Életpályája
1970 és 1973 között a Nemzeti Színház stúdióját végezte el, ahol Bodnár Sándor tanította a színész mesterségre. Közben a Mikroszkóp Színpad előadásain lépett fel. 1973 és 1982 között a kaposvári Csiki Gergely Színházban szerepelt. 1982-től a Szegedi Nemzeti Színház tagja volt haláláig, kivéve négy évet 1988 és 1992 között, amikor a Miskolci Nemzeti Színházban játszott.

## Főbb szerepei
- Tumidag (Bulgakov: A bíborsziget)
- Don Juan (Molière: Don Juan)
- Ernst Ludwig (Kander-Ebb: Kabaré)
- Woof (MacDermot-Ragni-Rado: Hair)
- Samuels (Griffiths: Komédiások)
- Milliomos (Kornis Mihály: Körmagyar)

## Főbb rendezései
- Dario Fo: Egy anarchista véletlen halála
- Sławomir Mrożek: Nyílt tengeren
- Boldizsár Péter: Félálmaink